# Daron Nefcy

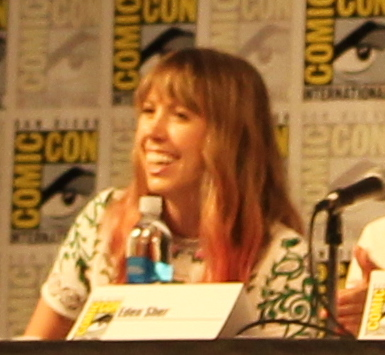
Daron Nefcy bei der San Diego Comic-Con International im Jahr 2017

Daron Leah Nefcy (* 26. November 1985 in Los Angeles, Kalifornien) ist eine US-amerikanische Cartoonistin, Regisseurin, Synchronsprecherin, Art Director, Künstlerin und Drehbuchautorin. Sie ist vor allem als Erfinderin der Zeichentrickserie Star gegen die Mächte des Bösen bekannt. Sie ist nach Sue Rose mit ihrer Serie Pepper Ann (1997) die zweite Frau, die eine animierte Serie für Disney produziert hat.

## Leben
Daron Nefcy wurde am 26. November 1985 in Los Angeles, Kalifornien geboren, wo sie in ihrem dritten Collegejahr Star Butterfly erfand, die später die Protagonistin ihrer Serie werden sollte. 2009 schloss sie ihr Studium am California Institute of the Arts in Character Animation mit einem Bachelor of Fine Arts (BFA) ab. Sie arbeitete zunächst an den Serien Robot and Monster und Sie nannten ihn Wander als Storyboard-Redakteurin, sowie an Mad und am Film Elle: Sing für Deinen Traum als Charakterdesignerin. 2012 war sie Zeichnerin und Autorin des Segments March im Film Holiday Road.
Im Jahr 2015 heiratete Daron Nefcy den Filmproduzenten Bobby Miller, 2020 brachte sie einen Jungen zur Welt. Das Paar lebt in Los Angeles.